# Ceratobasidium cornigerum
Ceratobasidium cornigerum är en svampart som först beskrevs av Hubert Bourdot, och fick sitt nu gällande namn av Donald Philip Rogers 1935. Ceratobasidium cornigerum ingår i släktet Ceratobasidium och familjen Ceratobasidiaceae.  Arten är reproducerande i Sverige. Inga underarter finns listade i Catalogue of Life.